# Miley Cyrus & Her Dead Petz
Miley Cyrus & Her Dead Petz – piąty album amerykańskiej piosenkarki Miley Cyrus. Krążek został wydany niezależnie przez artystkę 30 sierpnia 2015 roku nakładem wytwórni Smiley Miley i umieszczony do odtwarzania strumieniowego w serwisie SoundCloud. Oprócz psychodelicznego zespołu rockowego Cyrus współpracowała z producentami Mike Will Made It i Orenem Yoelem, z którym współpracowała wcześniej przy Bangerz. Na albumie gościnnie wystąpili Big Sean, Sarah Barthel z Phantogram oraz Ariel Pink.
Krytycy byli podzieleni w opiniach na temat albumu, niektórzy pochwalali ambicje i eksperymenty Cyrus, a inni zauważali braki w produkcji i ogólnego wykończenia albumu. Artystka promowała album jedynie teledyskami do utworów „Dooo It!”, „Lighter” i „BB Talk”.

## Lista utworów
| Nr  | Tytuł utworu                                        | Autorzy                                              | Produkcja                                                          | Długość |
| --- | --------------------------------------------------- | ---------------------------------------------------- | ------------------------------------------------------------------ | ------- |
| 1.  | „Dooo It!”                                          | Miley Cyrus, Wayne Coyne, Steven Drozd, Dennis Coyne | Cyrus, The Flaming Lips                                            | 3:38    |
| 2.  | „Karen Don't Be Sad”                                | Cyrus, W. Coyne, Drozd                               | Cyrus, The Flaming Lips                                            | 4:52    |
| 3.  | „The Floyd Song (Sunrise)”                          | Cyrus, Drozd, W. Coyne, D. Coyne                     | Cyrus, The Flaming Lips                                            | 5:16    |
| 4.  | „Something About Space Dude”                        | Cyrus, W. Coyne, Derek Brown, Drozd, D. Coyne        | Cyrus, The Flaming Lips                                            | 3:28    |
| 5.  | „Space Boots”                                       | Cyrus                                                | Oren Yoel, Cyrus                                                   | 4:39    |
| 6.  | „Fuckin Fucked Up”                                  | Cyrus, D. Coyne                                      | D. Coyne, The Flaming Lips                                         | 0:50    |
| 7.  | „BB Talk”                                           | Cyrus                                                | Oren Yoel, The Flaming Lips                                        | 4:32    |
| 8.  | „Fweaky”                                            | Cyrus                                                | Mike Will Made It                                                  | 3:47    |
| 9.  | „Bang Me Box”                                       | Cyrus                                                | Mike Will Made It                                                  | 3:41    |
| 10. | „Milky Milky Milk”                                  | Cyrus, W. Coyne, Drozd, D. Coyne                     | Cyrus, The Flaming Lips                                            | 4:47    |
| 11. | „Cyrus Skies”                                       | Cyrus, Drozd, W. Coyne                               | Cyrus, The Flaming Lips                                            | 5:33    |
| 12. | „Slab of Butter (Scorpion)” ((feat. Sarah Barthel)) | Cyrus, W. Coyne, Drozd, D. Coyne                     | Mike WiLL Made It, Cyrus, The Flaming Lips, Ryder Ripps, Jon Baken | 5:01    |
| 13. | „I'm so Drunk”                                      | Cyrus                                                | D. Coyne, The Flaming Lips                                         | 0:46    |
| 14. | „I Forgive Yiew”                                    | Cyrus, Sam Hook                                      | Mike WiLL Made It, Ripps Baken                                     | 3:14    |
| 15. | „I Get So Scared”                                   | Cyrus                                                | Oren Yoel                                                          | 3:53    |
| 16. | „Lighter”                                           | Cyrus                                                | Mike Will Made It                                                  | 5:19    |
| 17. | „Tangerine” (( feat. Big Sean))                     | Cyrus, Drozd, W. Coyne, D. Coyne, Big Sean           | Cyrus, The Flaming Lips                                            | 5:05    |
| 18. | „Tiger Dreams” ((feat. Ariel Pink))                 | Cyrus, Drozd, W. Coyne                               | Cyrus, The Flaming Lips                                            | 5:52    |
| 19. | „Evil is but a Shadow”                              | Cyrus, W. Coyne, Drozd, Derek Levi Brown, D. Coyne   | Cyrus, The Flaming Lips                                            | 4:35    |
| 20. | „1 Sun”                                             | Cyrus                                                | Oren Yoel                                                          | 3:59    |
| 21. | „Pablow The Blowfish”                               | Cyrus                                                | Cyrus                                                              | 3:30    |
| 22. | „Miley Tibetan Bowlzzz”                             | Cyrus, Drozd                                         | The Flaming Lips                                                   | 2:09    |
| 23. | „Twinkle Song”                                      | Cyrus                                                | Cyrus                                                              | 3:43    |
|     |                                                     |                                                      |                                                                    | 1:32:09 |